# Denham (Buckinghamshire)
Denham ist eine am nordwestlichen Stadtrand von London gelegene Gemeinde (Civil Parish) in der englischen Grafschaft Buckinghamshire. Hier steht das Wohnhaus von Miss Marple, das in allen vier Miss-Marple-Filmen zu sehen ist.

## Geographie
Der Ort mit gut 7000 Einwohnern ist nur durch den River Colne von den zur Verwaltungsregion Greater London gehörenden Uxbridge und Ruislip im London Borough of Hillingdon getrennt.
Von 1974 bis 2020 war das am Colne-Zufluss Misbourne gelegene Denham Verwaltungssitz des Districts South Bucks und somit etwa auch für Beaconsfield, dessen Wahlkreis es angehört.

## Wirtschaft
In Denham befindet sich der Sitz InterContinental Hotels Group.
Ab 1936 betrieben die Denham Film Studios in aus Partnerschaft von Walter Gropius und Maxwell Fry entworfenen Gebäuden ihre Produktion.
Metro-Goldwyn-Mayer ließ hier zum Beispiel Auf Wiedersehen, Mr. Chips oder die James-Bond-Verfilmung Casino Royale herstellen.
Zudem wurden etwa der Fußballfilm The Arsenal Stadium Mystery und Mike Oldfields Shadow on the Wall hier gefertigt.
Von 1957 bis 1989 diente der Ort nacheinander den Automobilherstellern Coronet Cars, Fairthorpe und Motorville als Produktionssitz.

## Verkehr
Als Verbindung nach London dient die nach Birmingham führende Chiltern Main Line mit ihrem nächsten Halt West Ruislip.
Dort endet die Central Line der London Underground, die zwar durch das New Works Programme geplant auch nach Denham verlängert werden sollte, was jedoch 1947 abgesagt wurde, da ein den River Colne einbeziehender Grüngürtel um London eine Zersiedelung stoppen sollte.
Im Süden von Denham befindet sich die erste Ausfahrt (Junction 1) der M40.

## Städtepartnerschaft
Es besteht eine Gemeindepartnerschaft zu Denham in  Australien.

## Persönlichkeiten
- Mary Hayley Bell (1911–2005), Schauspielerin
- Hugo Buchthal (1909–1996), Kunsthistoriker
- Cyril Davies (1932–1964), Musiker
- Hermann Fechenbach (1897–1986), Grafiker
- John Mills (1908–2005), Schauspieler
- Roger Moore (1927–2017), Schauspieler
- Ben Nicholson (1894–1982), Maler
- Mike Oldfield (* 1953), Musiker
- Michael Redgrave (1908–1985), Schauspieler
- Harry Saltzman (1915–1994), Filmproduzent
- Hugh Stewart (1910–2011), Filmproduzent
- Graham Stilwell (1945–2019), Tennisspieler
- Johnny Van Derrick (1926–1995), Musiker
- Robert Vansittart (1881–1957), Diplomat
- Alfred Watkins (1895–1970), Toningenieur
- Dennis Wise (* 1966), Fußballer